# Ellie Elmblad

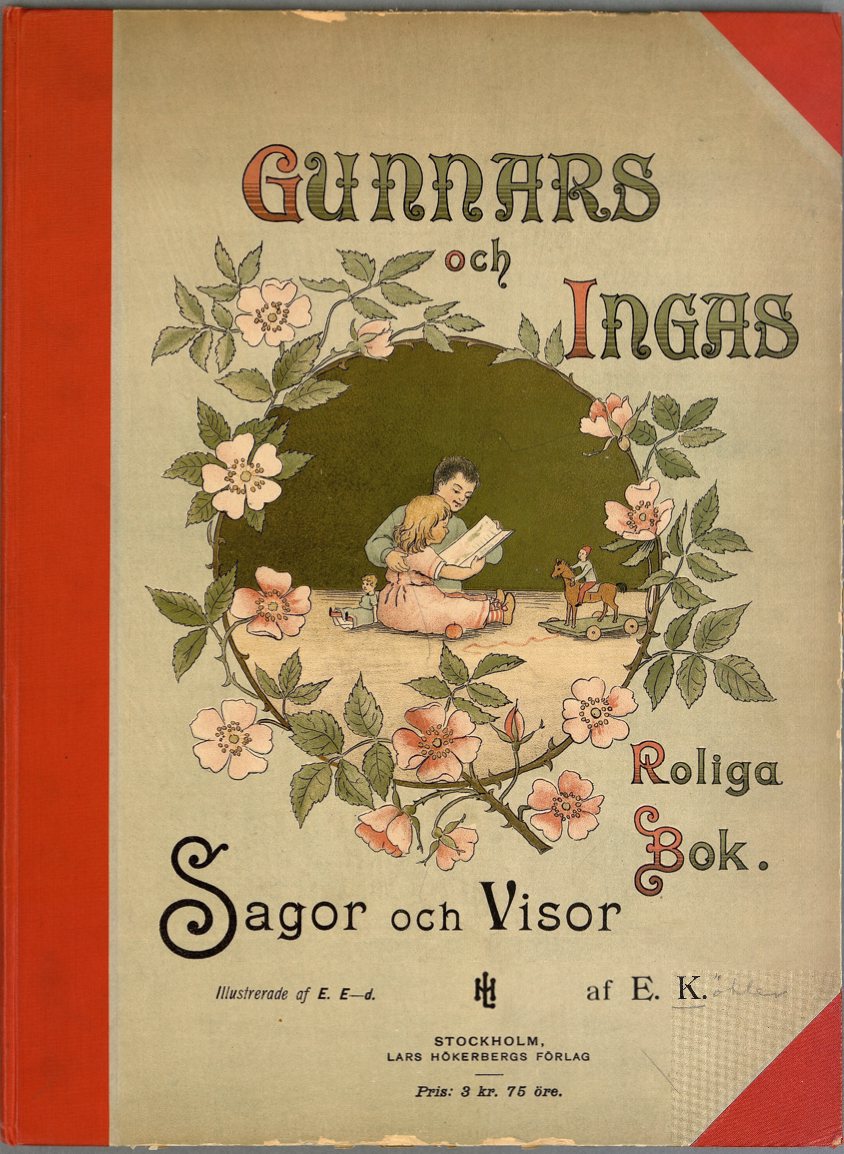
Gunnars och Ingas Roliga Bok

Ellie Elmblad, (Lydia Elisabet Naëmi) född 29 juni 1855 i Kärda socken i Jönköpings län, död 19 oktober 1942 i Gustaf Vasa församling i Stockholm, var en svensk illustratör och akvarellist.
Hon var dotter till lektorn Per Magnus Elmblad och Emilie Teresia Rappe. Elmblad studerade teckning för Mårten Eskil Winge. Hon var till sin natur mycket tillbakadragen och medverkade inte i några utställningar. Som illustratör under pseudonymen "E. E-d." illustrerade hon bland annat Emmy Köhlers bok Gunnars och Ingas roliga bok: Sagor och visor och Zacharias Topelius Änglarnas julklapp och tre andra berättelser (båda 1898). Elmblad är representerad med en akvarell vid Uppsala universitetsbibliotek.